# Ottawa (Kanada)
Ottawa (engleski izgovor: [ˈɒtəwə], francuski izgovor: [ɔtaˈwa]) je glavni grad Kanade. Grad se nalazi u južnom dijelu pokrajine Ontario, na rijeci Ottawi (Outaouais) koja tvori prirodnu granicu između Ontarija i Québeca. Na drugoj strani rijeke nalazi se susjedni grad Gatineau. Ova dva grada, zajedno s okolnim općinama, čine Regiju nacionalne prijestolnice (National Capital Region ili Région de la capitale nationale). Iako općinama u ovoj regiji upravljaju različite lokalne vlasti, saveznim područjima unutar regije upravlja Komisija nacionalne prijestolnice (National Capital Commission ili Commission de la capitale nationale).
Grad Ottawa je dvojezično područje, gdje su službeni jezici engleski i francuski. Materinski jezik 63% stanovništva je engleski, dok francuskim kao materinskim jezikom govori 15% stanovništva. Oba ova jezika široko su korištena. U 2006. godini imala je 812.129 stanovnika u gradskom području, a 1.168.788 na širem metropolitanskom području. Ottawa je po veličini četvrti kanadski grad, te drugi grad u Ontariju.
Gospodarstvo kanadskog glavnog grada temelji se na dva sektora: poslovima vezanim za savezne agencije i saveznu vladu, te sektoru visokotehnološke industrije. Ottawa je jedan od najznačajnijih kanadskih gradova prema BDP-u i prihodima po zaposlenima, te prvi grad u državi prema udjelu visokoobrazovanih osoba u gradskom stanovništvu.

## Povijest
Područje današnje Ottawe izvorno su naseljavali Ottawa Indijanci. Prema povijesnim dokazima algonkvinski narodi naseljavali su područje rijeke Ottawe gdje su živjeli kao društvo lovaca i sakupljača. Rani europski istraživači su riječnim putem istraživali ova nova područja u potrazi za prolazom prema Indiji i Aziji, kao i u potrazi za dragocjenim metalima i drugim dobrima. Ti riječni putevi preko rijeke Ottawe (Outaouais) i Saint Lawrence (Saint-Laurent) koristili su se za dopremu dobara, poglavito krzna, u Europu preko Montréala i grada Québeca.
Prvi naseljenik u ovom području bio je Philemon Wright iz Massachusettsa, koji je ovdje sa svojom obitelji i radnicima došao 7. ožujka 1800. kako bi se bavio poljoprivredom na sjevernoj obali rijeke Ottawe kod vodopada Chaudière. Zato što urodi nisu bili dovoljno uspješni za održavanje ove zajednice, Wright je počeo baviti sječom stabala koje je riječnim putem slao do Montréala i Québeca. Njegova prva stabla su u grad Québec stigla 1806. godine.
Zbog velike primjene drveta američkog borovca u brodogradnji i izradnji namještaja, u ovom području koje je bilo bogato tim drvetom brzo se razvila drvna industrija. Ovo je do 1812., zamijenivši trgovinu krznom, postala najvažnija gospodarska aktivnost na ovom području, a Ottawa važno središte te aktivnosti u Sjevernoj Americi.
Nakon britansko-američkog rata 1812., ovdje je smještena vojska i njihove obitelji. Vlada je počela poticati naseljavanje u ovo područje, zbog čega se idućih nekoliko godina doselio veliki broj Iraca u ove krajeve. Zajedno s Frankokanađanima iz Québeca, ove dvije skupine su sačinjavale najveći dio radnika na kanalu Rideau koji je dodatno potaknuo trgovinu drvetom i ekonomski razvio ovo područje.
Izgradnju kanala vodio je britanski pukovnik John By, koji je završio projekt 1832., nakon čega je značajno porastao broj stanovnika u ovom području. Kanalom je stvorena sigurna veza između Montréala i Kingstona na jezeru Ontario. Za vrijeme izgradnje, pukovnik By je postavio vojne barake na onom što je danas Parliament Hill ili Colline du Parlement čime je osnovan Bytown, tj. današnja Ottawa.
Kanal je podijelio mjesto na dva dijela: gornji grad gdje se nalaze zgrade parlamenta, te donji grad koji je bio prenapučeno montažno naselje u kojem su često vladale epidemije bolesti, kao što je izbijanje kolere 1832. i tifusa 1847. godine. Bytown je preimenovan u Ottawu 1855. kada dobiva i status grada.

### Glavni grad Kanade
Dana 31. prosinca 1857., kraljica Viktorija je kao glavni grad Provincije Kanade (današnji Ontario i Québec) izabrala Ottawu. Iako je danas Ottawa četvrti po veličini grad u Kanadi, u to vrijeme bila je malo naselje koja je znatno bila udaljena od velikih kanadskih gradova kao Québec i Montréal na istoku, te Kingston i Toronto na zapadu.
Postoji više razloga zašto su kraljičini savjetnici kao glavni grad predložili Ottawu: kao prvo, ovo je bilo jedino značajnije naselje na granici zapadne i istočne Kanade (Ontario i Québec), čime je bio prihvatljiv kompromis za britansku i francusku zajednicu koje su živjele u koloniji; drugi razlog je bila udaljenost ovog grada od američke granice i izoliranost gustim šumama, što je bilo vrlo važno u to vrijeme nedugo nakon rata sa SAD-om; kao treće, vlada je ovdje posjedovala veliki dio privlačnog zemljišta kod rijeke Ottawe. Prednost Ottawe bila je lakša obrana od mogućih napada, te prometna veza rijekom Ottawom i kanalom Rideau s istokom i zapadom kolonije. Zbog male veličine grada nisu bile izgledne pobune stanovništva i napadi na vladine zgrade, kao što je to bio slučaj s ostalim prijestolnicama Kanade. Riječna mreža grada omogućavala je vezu Kingstona i Montréala bez dodira s tada opasnom kanadsko-američkom granicom.
Nakon Prvog svjetskog rata, zbog neodržavanja drvenih građevina je veliki dio glavnog grada bio u rasulu. Izvorna glavna zgrada parlamenta uništena je u požaru 1916. godine. Za obnovu i izgradnju prijestolnice zadužen je francuski urbani dizajner Jacques Gréber. Jacques Gréber je dao izgraditi zeleni pojas prijestolnice (Greenbelt ili Ceinture de verdure) te mnoge ostale projekte u Regiji nacionalne prijestolnice. Gornji i donji dom parlamenta preseljeni su za to vrijeme u zgradu današnjeg Kanadskog prirodoslovnog muzeja. Središnja zgrada novog parlamenta (Centre Block ili Édifice du centre) završena je 1922. godine. Toranj mira na zgradi postao je novi simbol grada.
Dana 5. rujna 1945., nedugo nakon završetka Drugog svjetskog rata, ovdje se odvijao incident za kojeg mnogi smatraju da je označio početak hladnog rata. Sovjetski kriptograf Igor Guzenko pribjegao je iz sovjetskog veleposlanstva sa stotinjak dokumenata. Isprva je kanadska policija odbila preuzeti ove dokumente, buduće da je SSSR još uvijek bio saveznik Kanade i Velike Britanije. Kad su naposljetku ipak preuzeli dokumente, nađeni su dokazi o velikoj sovjetskoj špijunskoj mreži u zapadnim zemljama, te o izgradnji sovjetske atomske bombe.
Prije 1969. Ottawa je bila dio okruga Carleton, da bi onda bila spojena u regionalnu općinu Ottawa-Carleton. Godine 2001., Ottawi (350.000 stan.) su upravno pridružena predgrađa Nepean (135.000), Kanata (85.000), Gloucester (120.000), Rockcliffe Park (2.100), Vanier (17.000), Cumberland (55.000), Orleans (84.695) i ruralna naselja West Carleton (18.000), Osgoode (13.000), Rideau (18.000) i Goulbourn (24.000).

## Zemljopis
Ottawa se nalazi na južnoj obali rijeke Ottawe, te sadrži i ušća rijeke Rideau i kanala Rideau. Najstariji dio grada koji uključuje ostatke bivšeg Bytowna poznat je pod nazivom „Donji grad“ (Lower Town ili Basse-Ville), a proteže se na području između kanala i rijeka. Na zapadu preko kanala nalazi se „Srednji grad“ koji je financijsko i trgovačko središte grada. Između Srednjeg grada i rijeke Ottawe nalazi se Brdo Parlamenta (Parliament Hill ili Colline du Parlement) na kojem se nalaze mnoge javne građevine, zakonodavno tijelo Kanade, te poznati Toranj mira. Od 2007., kanal Rideau koji se proteže 202 km do Kingstona uvršten je na UNESCO-ov popis Svjetske baštine.
Uz glavni urbani dio Ottawe, postoje brojna druga urbana, prigradska i ruralna područja unutar grada. Ova područja protežu se istočno, zapadno i južno od središta grada, te uključuju bivše gradove Gloucester, Nepean i Vanier, bivše selo Rockcliffe Park i naselja Blackburn Hamlet  (8.527 stan.) i Orléans (110.000 stan.). Brojna sela i zaselci također se nalaze unutar upravnog područja grada. Unutar Regije nacionalne prijestolnice nalazi se još nekoliko gradova koji su izvan općinskih granica Ottawe, kao Almonte.
Na drugoj strani rijeke Ottawe, koja je prirodna granica između Ontarija i Québeca, nalazi se grad Gatineau, koji je isto nastao spajanjem bivših gradova Hull i Aylmer s Gatineauom. Upravno gledajući, Ottawa i Gatineau su dva odvojena grada u dvije različite pokrajine, ali zajedno s još nekoliko obližnjih općina čine Regiju nacionalne prijestolnice, koja sveukupno ima više od milijun stanovnika. Komisija nacionalne prijestolnice je federalna institucija koja se brine za savezne posjede u oba grada, tj. područja povijesne i turističke važnosti. Oko glavnog urbanog dijela grada nalazi se veliki zeleni pojas kojeg održava ova komisija.
Ottawa je samostalno upravno područje koje nije dio ni jednog okruga ili regionalne općine. Ottawa na istoku graniči s ujedinjenim okruzima Prescott i Russell, na zapadu s okruzima Renfrew i Lanark, na jugu s ujedinjenim okruzima Leeds i Grenville i ujedinjenim okruzima Stormont, Dundas i Glengarry, te na sjeveru s regionalnom okružnom općinom Les Collines-de-l'Outaouais i gradom Gatineau.

### Klima
Ottawa ima umjerenu kontinentalnu klimu (Dfb) s najvišom zabilježenom temperaturom od 37,8 °C dana 5. srpnja 1913., dok je najniža bila -38,9 °C dana 29. prosinca 1933. godine. Ovo je četvrta najniža zabilježena temperatura u nekom glavnom gradu (poslije Ulan Batora, Astane i Moskve).
Velike promjene temparature pogoduju održavanju raznih aktivnosti tijekom godine, kao što je npr. Snježni bal na kanalu Rideau po zimi ili Dan Kanade na Brdu Parlamenta u srpnju. Snijeg i led česti su tijekom cijele zime. Zanimljivo je da je siječanj u Ottawi u prosjeku hladniji od siječnja u Moskvi koja se nalazi puno sjevernije. Godišnje na grad padne 235 cm snijega. Najviši snijeg zabilježen je 3. i 4. ožujka 1947. kad je palo 73 cm snijega.
Prosječna temperatura u siječnju je -10,8 °C, iako ima dana kada pada i ispod -30 °C. Hladni vjetrovi i ledena kiša su također česta pojava. Ljeta su relativno topla i vlažna. Prosječna najviša temperatura u srpnju je 26 °C, a učestale su i temperature od oko 30 °C. Proljeća i jeseni znaju biti izrazito promjenjivi. Visoke temperature iznad 30 °C zabilježene su i u ožujku i u listopadu, a snijeg također zna padati u svibnju i u listopadu.
| Mj.                          | Sij. | Velj. | Ožu. | Tra. | Svi. | Lip. | Srp. | Kol. | Ruj. | Lis. | Stu. | Pro. | God. |
| ---------------------------- | ---- | ----- | ---- | ---- | ---- | ---- | ---- | ---- | ---- | ---- | ---- | ---- | ---- |
| Najviša prosječna temp. (°C) | -6   | -4    | 1    | 11   | 18   | 23   | 26   | 24   | 18   | 12   | 4    | -3   | 10   |
| Najniža prosječna temp. (°C) | -14  | -12   | -6   | 1    | 8    | 12   | 16   | 15   | 9    | 3    | -2   | -11  | 1    |
| Prosj. padaline (cm)         | 5    | 5     | 6    | 6    | 7    | 7    | 8    | 8    | 7    | 7    | 7    | 8    | 87   |
| Izvor: Weatherbase           |      |       |      |      |      |      |      |      |      |      |      |      |      |

## Politika
Gradsku vlast u Ottawi čini gradsko vijeće (Ottawa City Council ili Conseil municipal d’Ottawa)  koje se sastoji od 23 vijećnika od koji svaki predstavlja jedan dio grada, te gradonačelnika. Članovi vijeća izabiru se na lokalnim gradskim izborima. Pod dužnosti gradske uprave spadaju sve komunalne usluge, kao što su vatrogastvo, hitna pomoć, policija, parkovi, ceste i pločnici, javni prijevoz, vodoopskrba, kanalizacija, komunalni otpad i sl.
Lokalna politička situacija u gradu vrlo je raznolika. Stanovništvo Ottawe tradicionalno obično podupire Liberalnu stranku Kanade, iako se samo neki dijelovi grada smatraju liberalnim uporištima. Najveća liberalna uporište u gradu su ona s većinski frankofonim stanovništvom, kao što su Vanier i središnji Gloucester. Središnja Ottawa obično glasuje za stranke jače lijeve orijentacije, te tamo često pobjeđuje Nova demokratska stranka. Neka područja u predgrađu često mijenjaju političko raspoloženje kao što je središnji Nepean, te frankofoni Orléans. Centar grada obično glasuje za lijeve stranke, ali je stanovništvo mnogih prigradskih i ruralnih područja više konzervativno raspoloženo. Konzervativna stranka posebno je jaka u područjima West Carleton, Goulbourn, Rideau, Osgoode i okolnim okruzima. Ipak, i u ruralnim dijelovima postoje iznimke, posebno u frankofonim sredinama kao Cumberland gdje je stanovništvo obično liberalno raspoloženo.

## Stanovništvo
| Etničko podrijetlo | Br. stan. | Postotak |
| ------------------ | --------- | -------- |
| „Kanađani“         | 227.490   | 28,4%    |
| Englezi            | 194.845   | 24,3%    |
| Irci               | 180.525   | 22,5%    |
| Francuzi           | 172.165   | 21,5%    |
| Škoti              | 158.340   | 19,8%    |
| Nijemci            | 67.660    | 8,4%     |
| Talijani           | 39.230    | 4,9%     |
| Kinezi             | 34.435    | 4,3%     |
| Poljaci            | 25.685    | 3,2%     |
| Nizozemci          | 22.700    | 2,8%     |
| Indijanci          | 21.600    | 2,7%     |
| Indijci            | 20.525    | 2,6%     |
| Libanonci          | 17.500    | 2,1%     |
| Afrikanci          | 16.000    | 2,0%     |

Prema popisu iz 2006., u Ottawi živi 812.129 stanovnika., dok u cijelom statističkom aglomerizacijskom području Ottawa-Gatineau živi 1.130.761 stanovnika.
Građani Ottawe rođeni u inozemstvu čine 22,3 % ukupnog stanovništva, a najveći dio njih dolazi iz Kine, Libanona, sjevernoistočne Afrike, Irana i Balkana. Pripadnici vidljivih manjinskih skupina (stanovništvo koje nije europskog podrijetla) čini 20,2 % stanovništva, od čega domorodačko kanadsko stanovništvo čini 1,5%. Najveći udio među stanovništvom u ovoj skupini imaju Crnci: 4,9%, Kinezi: 3,8%, južni Azijati: 3,3% i Arapi: 3,0%, a postoje i manji udjeli pripadnika miješanih rasa i ostalih istočnoazijskih skupina.

### Jezici
Ottawa je dio šireg urbanog područja koje se proteže kroz anglofoni Ontario i frankofoni Québec, te su službeni jezici grada i engleski i francuski. Građani koji materinski jezik smatraju engleski čine 62,6%, a francuski 14,9 %, dok oba ova službena jezika materinskim smatra 0,85 % građana. Ostalih 21,6 % građana Ottawe ne smatraju svojim materinskim jezikom jedan od ova dva službena jezika u Kanadi. Najzastupljeniji od tih ostalih jezika su kineski (3,1%), arapski (3,0%), talijanski (1,3%) i španjolski (1,2%).
Što se znanja službenih jezika tiče, 59,9 % građana zna samo engleski, 37,2 % engleski i francuski, te 1,6 % samo francuski. Oko 1,3 % građana ne zna ni jedan od službenih jezika.

### Religija
Prema popisu iz 2001., 79,34 % građana Ottawe čine kršćani, od čega 54,16% rimokatolici, 21,85% protestanti, te 1,68% pravoslavci. Ostalih 1,64% pripada nezavisnim kršćanskim crkvama kao što su Jehovini svjedoci i Crkva Isusa Krista svetaca posljednjih dana. Najveće nekršćanske religije u Ottawi su islam: 3,97%, judaizam: 1,09% i budizam: 0,95%. Građani bez religije čine 13,29 % stanovništva.

## Gospodarstvo
Najviše ljudi u Ottawi radi u javnom sektoru. Oko 72 tisuće zaposlenih radi za saveznu vlast, dok je još 12 tisuća zaposleno u gradskom javnom sektoru. Sveukupno radna mjesta u javnom sektoru čine oko 20% ukupnog broja radnih mjesta u Ottawi.
Ottawa je važno tehnološko središte, gdje se nalazi više od 800 poduzeća i njihovih tvornica, koji zapošljavaju oko 48 tisuća osoba. Zbog velikog broja ovih poduzeća, Ottawa nosi nadimak „glavni grad visoke tehnologije“. Većina ovih poduzeća specijalizirana su ua napredna istraživanja u brojnim tehničkim područjima koja uključuju razvoj softvera, ekološke tehnologije, svemirska istraživanja i telekomunikacije. Još jedan vrlo važan gospodarski sektor je zdravstvo.
Vrlo važna gradska gospodarska aktivnost je turizam. Procjenjuje se da Regiju nacionalne prijestolnice godišnje posjeti oko sedam milijuna turista, koji potroše oko 1300 milijuna dolara.
Dnevne novine u Ottawi su Ottawa Citizen i Ottawa Sun koje izlaze na engleskom, te Le Droit koje izlaze na francuskom jeziku. U Ottawi postoje četiri televizijska kanala (tri na engleskom i jedan na francuskom), te 16 radijskih postaja (četrnaest na engleskom i dvije na francuskom).

## Promet
U zračnom prometu područje Ottawe opslužuje Međunarodna zračna luka Ottawa Macdonald-Cartier, te regionalne zračne luke Gatineau-Ottawa i Ottawa/Carp. Međugradski željeznički prijevoz obavlja se preko VIA Raila, a vlakovi dolaze i polaze s glavnog željezničkog kolodvora u Ottawi. Međugradski autobusi kreću i zaustavljaju se na glavnom autobusnom kolodvoru.

### Cestovni promet
Glavni grad Kanade povezan je mrežom autocesta od kojih su najvažnije pokrajinska autocesta 417 (zvana Queensway), regionalna cesta Ottawa-Carleton 174, te autocesta 416 koja povezuje Ottawu s ostalim autocestama serije 400 u Ontariju. Autocesta 417 dio je Transkanadske autoceste. Ottawa je povezana s autocestama 5 i 50 u Québecu. Pejzažne ceste u gradu su Ottawa River Parkway, Rockcliffe Parkway i Aviation Parkway.

### Riječni promet
Ottawa se nalazi na ušću tri važnw rijeke u riježnom prometu: rijeke Ottawe, rijeke Gatineau i rijeke Rideau. Rijeke Ottawe i Gatineau u prošlosti su bile vrlo važne za prijevoz trupaca, dok je Rideau, kao dio sustava kanala Rideau povezao Velika jezera i rijeku Saint Lawrence s rijekom Ottawom.

### Javni prijevoz
Za gradski javni prijevoz brine se gradsko poduzeće OC Transpo. Sustav gradskog prijevoza sastoji se od četiri usluge: redovnog autobusnog prijevoza, brzog autobusnog prijevoza koji prometuje na posebnim prometnicama, lake željeznice poznate kao O-Train koja prometuje u smjeru sjever-jug, te autobusne službe za prijevoz osoba s posebnim potrebama, poznate kao ParaTranspo.
OC Transpo i kebečki Société de transport de l'Outaouais (STO) oboje prometuju na linijama između Ottawe i Gatineaua. Prijelaz s jednog autobusa na drugi je moguć bez plaćanja dodatne karte.

### Biciklističke i pješačke staze
U gradu postoji velika mreža staza za višestruku upotrbu, posebno uz rijeke Ottawa i Rideau, te kanal Rideau. Zbog dodatnih biciklističkih staza, bicikl je popularno prijevozno sredstvo tijekom cijele godine. U nekim ulicama u centru grada promet je dopušten samo biciklima i pješacima.

## Obrazovanje
Dva najveća sveučilišta prema broju studenata su Sveučilište u Ottawi i Sveučilište Carleton. Također u gradu postoji nekoliko manjih visokih škola. Algonquin College je visoka škola za primijenjene umjetnosti i tehnologije, a osnovan je 1967. godine. Dominican University College nudi nekoliko fakulteta filozofije i teologije. Ovaj mali fakultet ima oko 160 studenata i osnovan je 1900. godine. Saint Paul University je papinsko sveučilište osnovano 1848. godine. Ovdje se nalaze fakulteti kanonskoga prava, humanističkih znanosti, filozofije i teologije. Na većini fakulteta predaje se na engleskom i francuskom jeziku. La Cité collégiale kojeg pohađa oko 10.000 studenata je frankofoni ogranak Algonquin Collegea koji je osnovan 1990. godine.
Ottawa je prvi grad u Kanadi prema udjelu visokoobrazovanih osoba u gradskom stanovništvu.
Kanadsku knjižnicu i arhiv (Library and Archives Canada ili Bibliothèque et Archives Canada) otvorio je 1967. premijer Lester Pearson u novoj zgradi.

## Kultura

### Arhitektura
Za razliku od Toronta ili Montréala, Ottawa nema puno nebodera i visokih zgrada. Najviša zgrada je Place de Ville II (112 m) koja je tek malo viša od povijesnog Tornja mira u zgradama parlamenta. Ulice u središtu grada daju dojam šahovnice.
Najveće arhitektonske zanimljivosti grada nalaze se u upravnoj četvrti, gdje su zgrade izgrađene u stilu nove britanske gotike. Na Brdu Parlamenta nalazi se kopmpleks zgrada kanadskog parlamenta koji se sastoji od tri zgrade, dok sredinom dominira Toranj mira od 92 metra visine. Na sjevernoj strani središnje zgrade nalazi se Parlamentarna knjižnica (Library of Parliament ili Bibliothèque du Parlement). Ispred parlamenta je stoljetni plamen (Centennial Flame ili Flamme du centenaire) koji je upaljen na Novu godinu 1966., za stogodišnjicu Kanadske konfederacije. Stotinjak metara od parlamenta nalazi se Visoki sud Kanade koji u ovoj zgradi zasjeda od 1939. godine. U ovom dijelu grada nalaze se brojni spomenici kanadskim političarima. Istočno od parlamenta je kip kraljice Elizabete II. na konju podignut 1977. godine.
Godine 1846. posvećena je rimokatolička bazilika Katedrala Naše Gospe (Cathédrale Notre-Dame d’Ottawa) koja se nalazi istočno od kanala Rideau. Ovo je najstarija crkva u gradu i sjedište nadbiskupa. Neogotička crkva građena je između 1841. i 1865., dok je bogata unutrašnjost uređena između 1876. i 1885. godine.
Zapadno od katedrale nalazi se Kanadska nacionalna galerija. Sjeverno od muzeja je most Alexandra koji vodi do Gatineaua, te jedan mali park gdje se nalazi spomenik Samuelu de Champlainu.

### Muzeji i kazališta
Poznata djela kanadske umjetnosti izložena su u Nacionalnoj galeriji Kanade, zajedno s primjercima europske i azijske umjetnosti. Zgradu muzeja, poznatu po staklenim kupolama projektirao je izraelsko-kanadski arhitekt Moše Safdie, a otvorena je 1988. godine. Ovdje su izložena djela poznatih umjetnika kao što su Lucas Cranach Stariji, El Greco, Gustav Klimt, Pablo Picasso i Andy Warhol. Ispred muzeja nalazi se brončani kip u obliku pauka zvan Maman, djelo francuske kiparice Louise Bourgeois. Blizu dvorca Laurier u uređenom bivšem željezničkom tunelu nalazi se Muzej suvremene fotografije koji sadrži 150.000 kanadskih umjetnika.
Od 2005. Kanadski ratni muzej nalazi se u novoj zgradi kod rijeke Ottawe. Zgradu su projektirali Raymond Miriyama i Alex Rankin, a u pet prostorija kronološki pokazuje ratnu prošlost Kanade. Jedna od zanimljivosti je Hitlerov Mercedes-Benz 770-Cabriolet. Muzej sadrži vjerne prikaze ratnih bojišta, kao što su rovovi iz Prvog svjetskog rata.
U susjednom Gatineauu je Kanadski muzej civilizacije (Canadian Museum of Civilization ili Musée canadien des civilisations) koji je najposjećeniji kanadski muzej. Stalna postava uključuje teme autohtonog stanovništva, europskih i azijskih doseljenika, te poznatih kanadskih ličnosti.
Još neki od muzeja u Ottawi su Kanadski prirodoslovni muzej, Kanadski muzej znanosti i tehnologije, te Kanadski muzej zrakoplovstva. U zgradi Banke Kanade nalazi se Muzej valuta koji sadrži kovanice iz stare Kine, Grčke, Rimskog Carstva, Bizanta, te slične zanimljivosti.
Između ulice Elgin i kanala Rideau nalazi se kompleks zgrada National Arts Centre gdje se nalazi više dvorana za koncertne i kazališne izvedbe. Ovdje predstave izvode dva orkestra i operna skupina Lyra Ottawa. Ova zgrada otvorena je 1969. godine. U blizini Algonquin Collegea nalazi se kazalište Centrepoint gdje se izvode manje glazbene i kazališne predstave za do 1000 posjetitelja. Dvorana je otvorena 1988. godine.

### Događanja
U Ottawi se godišnje odvije oko 60 festivala i ostalih događanja. vrlo je poznat i popularan Festival tulipana, koji se odvija u svibnju svake godine. Za vrijeme izgnanstva nizozemske kraljevske obitelji u Kanadi tijekom Drugog svjetskog rata, kraljica Juliana rodila je kćer Margriet u Ottawi. Kako se princeza ne bi rodila u stranoj zemlji, rodilište bolnice u Ottawi privremeno je proglašeno međunarodnim teritorijem, te time princeza nije rođena na teritoriju neke strane zemlje i dobila je samo nizozemsko državljanstvo s majčine strane. kao znak zahvalnosti, nizozemska je kraljevska obitelj 1945. poslala Kanadi 100.000 tulipana. Od tada do danas svake godine u glavni grad Kanade Nizozemska šalje 20.000 tulipana.
Međunarodni festival komorne glazbe koji se ljeti održava u gradu je jedan od najvećih takvih festivala na svijetu. U ljeti se održava i Međunarodni festival jazza, kojeg je 2008. posjetilo preko 180.000 posjetitelja. Najveći kanadski festival bluesa također se odvija u Ottawi. U srpnju svake godine diljem grada se 11 dana odvijaju razni koncerti bluesa. Godine 2007. ovaj festival je posjetilo više od 300.000 ljudi.
Dan Kanade, najveći nacionalni praznik u ovoj zemlji je 1. srpnja kad se u glavnom gradu zemlje odvija veliki broj parada i koncerata uz prisutnost visokih kanadskih političara. Kraljica Elizabeta II. prisustvovala je slavljenju ovog praznika 1967., 1990., 1992. i 1997. godine.
Snježni bal (Bal de neige ili Winterlude) je festival na otvorenom koji se od 1979. svake godine u veljači odvija u Gatineauu i Ottawi. Na smrznutom kanalu Rideau tad se odvijaju brojni koncerti i aktivnosti na ledu. Vrlo je popularno natjecanje u izradi skulptura od snijega i leda. Godine 2007. ovaj festival je privukao oko 1,6 milijuna posjetitelja.

## Šport
U Ottawi djeluje NHL klub Ottawa Senators koji igra na Scotiabank Place koji se nalazi u prigradskoj četvrti Kanata, te Ottawa 67's koji igra u Ontarijskoj hokejaškoj ligi. U gradu postoji i profesionalna ženska hokejaška momčad Ottawa Senators (CWHL). Godine 2009., grad je ugostio svjetsko juniorsko prvenstvo u hokeju, a svake godine ovdje se održava Bell Capital Cup. Najveća dva sveučilišta u gradu, Sveučilište Carleton i Sveučilište u Ottawi, imaju svoje vlastite atletske udruge zvane Carleton Ravens i Ottawa Gee-Gees.
Što se kanadskog nogometa tiče, u Ottawi je djelovao klub Ottawa Rough Riders. Ponovno oživljavanje kluba Ottawa Renegades je opet propao. Ovaj sport je igran na stadionu Frank Clair. Inače ovdje djeluje nekoliko poluprofesionalnih momčadi kanadskog nogometa, kao Ottawa Junior Riders, Ottawa Sooners i Cumberland Panthers. Najznačajniji nogometni klub je Ottawa Fury koji ima uspješnu mušku i žensku ekipu.
U gradu se još prakticiraju i utrke konjima, autoutrke te splavarenje. Tijekom zime je moguće klizanje i curling na kanalu Rideau. Od rekreativnih aktivnosti popularna je vožnja biciklom i trčanje uz rijeke i kanal, golf i skijanje. Kriket i ragbi su također popularni.

## Zbratimljeni gradovi
- Seul, Južna Koreja (1997.)
- Peking, Kina (1999.)
- Buenos Aires, Argentina
- Catania, Sicilija, Italija (2003.)
- Campobasso, Molise, Italija

## Vanjske poveznice
- (engl.)(fr.)Službena stranica grada Ottawe
- (engl.)(fr.)(njem.)Službena turistička stranica Ottawe